# U-17-Handball-Europameisterschaft der Frauen 2015
Die 12. U-17-Handball-Europameisterschaft der Frauen wurde vom 13. bis 23. August 2015 in Mazedonien ausgetragen. Veranstalter war die Europäische Handballföderation (EHF). Titelverteidiger Schweden schied in der Hauptrunde aus. Dänemark gewann durch einen 25:24-Sieg über Russland im Finale zum dritten Mal den Titel.

## Austragungsorte
Austragungsorte waren das Boris Trajkovski Sportzentrum und die Jane Sandanski Arena mit jeweils 6.000 Plätzen in Skopje.

## Qualifikation
An der Qualifikation nahmen 33 Mannschaften teil. Als Gastgeber des Turniers ist Mazedonien als einzige Mannschaft automatisch qualifiziert.

## Teilnehmende Mannschaften
Als Gastgeber des Turniers ist  Nordmazedonien automatisch qualifiziert. Im Qualifikationsturnier konnten sich  Dänemark,  Deutschland,  Frankreich,  Kroatien,  Niederlande,  Norwegen,  Portugal,  Rumänien,  Russland,  Schweden,  Slowakei,  Slowenien,  Spanien,  Tschechien und  Ungarn ihre Teilnahme sichern.

## Spielplan

### Vorrunde
Die Auslosung der Vorrundengruppen der U-17-Handball-Europameisterschaft der Frauen 2015 fand am 8. April 2015 in Skopje statt.
In der Vorrunde spielte jede Mannschaft einer Gruppe einmal gegen jedes andere Team in der gleichen Gruppe. Die jeweils besten zwei Mannschaften jeder Gruppe qualifizierten sich für die Hauptrunde, die Gruppendritten und Gruppenvierten qualifizierten sich für die Zwischenrunde.

#### Gruppe A
| Pl. | Land           | Sp. | S | U | N | Tore     | Diff. | Punkte |
| --- | -------------- | --- | - | - | - | -------- | ----- | ------ |
| 1.  | Schweden       | 3   | 2 | 1 | 0 | 096:740  | +22   | 05:10  |
| 2.  | Slowenien      | 3   | 2 | 1 | 0 | 099:820  | +17   | 05:10  |
| 3.  | Tschechien     | 3   | 1 | 0 | 2 | 0101:970 | +4    | 02:40  |
| 4.  | Nordmazedonien | 3   | 0 | 0 | 3 | 059:1020 | −43   | 00:60  |

| 13. August 2015 17:00 Uhr | Slowenien                   | 39:33        | Tschechien               | Jane Sandanski Arena Zuschauer: 350 Schiedsrichter: Maryna Duplyj, Elena Kaweryna |
| 13. August 2015 17:00 Uhr | meiste Tore: Čopi, Strnad 9 | (21:20)      | meiste Tore: Šustková 10 | Jane Sandanski Arena Zuschauer: 350 Schiedsrichter: Maryna Duplyj, Elena Kaweryna |
| 13. August 2015 17:00 Uhr | Strafen: 3×                 | Spielbericht | Strafen: 2×              | Jane Sandanski Arena Zuschauer: 350 Schiedsrichter: Maryna Duplyj, Elena Kaweryna |

| 13. August 2015 19:00 Uhr | Schweden                            | 32:16        | Mazedonien                        | Jane Sandanski Arena Zuschauer: 500 Schiedsrichter: Denis Bolic, Christoph Hurich |
| 13. August 2015 19:00 Uhr | meiste Tore: Stankiewicz, Flodman 5 | (14:11)      | meiste Tore: Gichevska, Velkowa 4 | Jane Sandanski Arena Zuschauer: 500 Schiedsrichter: Denis Bolic, Christoph Hurich |
| 13. August 2015 19:00 Uhr | Strafen: 2× 4× 1×                   | Spielbericht | Strafen: 2× 4×                    | Jane Sandanski Arena Zuschauer: 500 Schiedsrichter: Denis Bolic, Christoph Hurich |

| 14. August 2015 17:00 Uhr | Tschechien               | 29:35        | Schweden               | Jane Sandanski Arena Zuschauer: 400 Schiedsrichter: Jakub Jerlecki, Maciej Łabuń |
| 14. August 2015 17:00 Uhr | meiste Tore: Galušková 8 | (16:21)      | meiste Tore: Flodman 7 | Jane Sandanski Arena Zuschauer: 400 Schiedsrichter: Jakub Jerlecki, Maciej Łabuń |
| 14. August 2015 17:00 Uhr | Strafen: 3× 5×           | Spielbericht | Strafen: 3× 4×         | Jane Sandanski Arena Zuschauer: 400 Schiedsrichter: Jakub Jerlecki, Maciej Łabuń |

| 14. August 2015 19:00 Uhr | Mazedonien                 | 20:31        | Slowenien             | Jane Sandanski Arena Zuschauer: 950 Schiedsrichter: Francesco Simone, Pietro Monitillo |
| 14. August 2015 19:00 Uhr | meiste Tore: Veljanowska 5 | (9:17)       | meiste Tore: Strnad 9 | Jane Sandanski Arena Zuschauer: 950 Schiedsrichter: Francesco Simone, Pietro Monitillo |
| 14. August 2015 19:00 Uhr | Strafen: 4× 6×             | Spielbericht | Strafen: 3× 2×        | Jane Sandanski Arena Zuschauer: 950 Schiedsrichter: Francesco Simone, Pietro Monitillo |

| 16. August 2015 17:00 Uhr | Schweden                | 29:29        | Slowenien                     | Jane Sandanski Arena Zuschauer: 450 Schiedsrichter: Marta Sá, Vânia Sá |
| 16. August 2015 17:00 Uhr | meiste Tore: Flodman 11 | (20:13)      | meiste Tore: Strnad, Žabjek 9 | Jane Sandanski Arena Zuschauer: 450 Schiedsrichter: Marta Sá, Vânia Sá |
| 16. August 2015 17:00 Uhr | Strafen: 3× 4×          | Spielbericht | Strafen: 2×                   | Jane Sandanski Arena Zuschauer: 450 Schiedsrichter: Marta Sá, Vânia Sá |

| 16. August 2015 19:00 Uhr | Mazedonien                              | 23:39        | Tschechien               | Jane Sandanski Arena Zuschauer: 200 Schiedsrichter: Georgi Doychinow, Yulian Goretsow |
| 16. August 2015 19:00 Uhr | meiste Tore: Djini, Gajikj, Gramatowa 4 | (12:21)      | meiste Tore: Kovářová 10 | Jane Sandanski Arena Zuschauer: 200 Schiedsrichter: Georgi Doychinow, Yulian Goretsow |
| 16. August 2015 19:00 Uhr | Strafen: 3× 6×                          | Spielbericht | Strafen: 3× 6×           | Jane Sandanski Arena Zuschauer: 200 Schiedsrichter: Georgi Doychinow, Yulian Goretsow |

#### Gruppe B
| Pl. | Land        | Sp. | S | U | N | Tore    | Diff. | Punkte |
| --- | ----------- | --- | - | - | - | ------- | ----- | ------ |
| 1.  | Russland    | 3   | 3 | 0 | 0 | 089:690 | +20   | 06:00  |
| 2.  | Rumänien    | 3   | 1 | 0 | 2 | 083:790 | +4    | 02:40  |
| 3.  | Deutschland | 3   | 1 | 0 | 2 | 076:820 | −6    | 02:40  |
| 4.  | Spanien     | 3   | 1 | 0 | 2 | 071:890 | −18   | 02:40  |

| 13 August 2015 13:00 Uhr | Russland                | 26:20        | Deutschland                               | Jane Sandanski Arena Zuschauer: 200 Schiedsrichter: Jakub Jerlecki, Maciej Łabuń |
| 13 August 2015 13:00 Uhr | meiste Tore: Sabirowa 7 | (13:12)      | meiste Tore: Hurst, Halilovic, Peter je 4 | Jane Sandanski Arena Zuschauer: 200 Schiedsrichter: Jakub Jerlecki, Maciej Łabuń |
| 13 August 2015 13:00 Uhr | Strafen: 3× 5×          | Spielbericht | Strafen: 2× 1×                            | Jane Sandanski Arena Zuschauer: 200 Schiedsrichter: Jakub Jerlecki, Maciej Łabuń |

| 13 August 2015 15:00 Uhr | Rumänien               | 29:20        | Spanien                | Jane Sandanski Arena Zuschauer: 200 Schiedsrichter: Georgi Doychinow, Yulian Goretsow |
| 13 August 2015 15:00 Uhr | meiste Tore: Popescu 7 | (10:8)       | meiste Tore: Mbengue 7 | Jane Sandanski Arena Zuschauer: 200 Schiedsrichter: Georgi Doychinow, Yulian Goretsow |
| 13 August 2015 15:00 Uhr | Strafen: 3× 2×         | Spielbericht | Strafen: 3× 6×         | Jane Sandanski Arena Zuschauer: 200 Schiedsrichter: Georgi Doychinow, Yulian Goretsow |

| 14 August 2015 13:00 Uhr | Spanien                         | 22:34        | Russland                | Jane Sandanski Arena Zuschauer: 200 Schiedsrichter: Marta Sá, Vânia Sá |
| 14 August 2015 13:00 Uhr | meiste Tore: González Sánchez 6 | (10:11)      | meiste Tore: Sabirowa 9 | Jane Sandanski Arena Zuschauer: 200 Schiedsrichter: Marta Sá, Vânia Sá |
| 14 August 2015 13:00 Uhr | Strafen: 2× 4×                  | Spielbericht | Strafen: 2× 8×          | Jane Sandanski Arena Zuschauer: 200 Schiedsrichter: Marta Sá, Vânia Sá |

| 14 August 2015 15:00 Uhr | Deutschland          | 30:27        | Rumänien                        | Jane Sandanski Arena Zuschauer: 250 Schiedsrichter: Maryna Duplyj, Elena Kaweryna |
| 14 August 2015 15:00 Uhr | meiste Tore: Souza 9 | (16:10)      | meiste Tore: Petrus, Tîrcă je 8 | Jane Sandanski Arena Zuschauer: 250 Schiedsrichter: Maryna Duplyj, Elena Kaweryna |
| 14 August 2015 15:00 Uhr | Strafen: 2× 3×       | Spielbericht | Strafen: 4× 6×                  | Jane Sandanski Arena Zuschauer: 250 Schiedsrichter: Maryna Duplyj, Elena Kaweryna |

| 16. August 2015 13:00 Uhr | Russland                 | 29:27        | Rumänien             | Jane Sandanski Arena Zuschauer: 200 Schiedsrichter: Francesco Simone, Pietro Monitillo |
| 16. August 2015 13:00 Uhr | meiste Tore: Sabirowa 11 | (16:11)      | meiste Tore: Tîrcă 7 | Jane Sandanski Arena Zuschauer: 200 Schiedsrichter: Francesco Simone, Pietro Monitillo |
| 16. August 2015 13:00 Uhr | Strafen: 2× 3×           | Spielbericht | Strafen: 3× 6×       | Jane Sandanski Arena Zuschauer: 200 Schiedsrichter: Francesco Simone, Pietro Monitillo |

| 16. August 2015 15:00 Uhr | Deutschland                     | 26:29        | Spanien                                   | Jane Sandanski Arena Zuschauer: 300 Schiedsrichter: Denis Bolic, Christoph Hurich |
| 16. August 2015 15:00 Uhr | meiste Tore: Peter, Bayerl je 7 | (14:13)      | meiste Tore: Mbengue, Prelchi, Vegué je 5 | Jane Sandanski Arena Zuschauer: 300 Schiedsrichter: Denis Bolic, Christoph Hurich |
| 16. August 2015 15:00 Uhr | Strafen: 2× 3×                  | Spielbericht | Strafen: 2× 5×                            | Jane Sandanski Arena Zuschauer: 300 Schiedsrichter: Denis Bolic, Christoph Hurich |

#### Gruppe C
| Pl. | Land        | Sp. | S | U | N | Tore    | Diff. | Punkte |
| --- | ----------- | --- | - | - | - | ------- | ----- | ------ |
| 1.  | Kroatien    | 3   | 3 | 0 | 0 | 083:750 | +8    | 06:00  |
| 2.  | Frankreich  | 3   | 2 | 0 | 1 | 086:840 | +2    | 04:20  |
| 3.  | Niederlande | 3   | 1 | 0 | 2 | 083:790 | +4    | 02:40  |
| 4.  | Portugal    | 3   | 0 | 0 | 3 | 071:950 | −24   | 00:60  |

| 13 August 2015 13:00 Uhr | Portugal                | 24:35        | Frankreich                       | Boris Trajkovski Sportzentrum Zuschauer: 50 Schiedsrichter: Alain Rauchs, Philippe Linster |
| 13 August 2015 13:00 Uhr | meiste Tore: Oliveira 8 | (13:19)      | meiste Tore: Mauny, Plotton je 5 | Boris Trajkovski Sportzentrum Zuschauer: 50 Schiedsrichter: Alain Rauchs, Philippe Linster |
| 13 August 2015 13:00 Uhr | Strafen: 3× 5×          | Spielbericht | Strafen: 2× 4×                   | Boris Trajkovski Sportzentrum Zuschauer: 50 Schiedsrichter: Alain Rauchs, Philippe Linster |

| 13 August 2015 15:00 Uhr | Kroatien                 | 24:22        | Niederlande            | Boris Trajkovski Sportzentrum Zuschauer: 100 Schiedsrichter: Cristina Năstase, Simona Raluca Stancu |
| 13 August 2015 15:00 Uhr | meiste Tore: Japundža 10 | (12:11)      | meiste Tore: Beugels 4 | Boris Trajkovski Sportzentrum Zuschauer: 100 Schiedsrichter: Cristina Năstase, Simona Raluca Stancu |
| 13 August 2015 15:00 Uhr | Strafen: 3× 5×           | Spielbericht | Strafen: 4×            | Boris Trajkovski Sportzentrum Zuschauer: 100 Schiedsrichter: Cristina Năstase, Simona Raluca Stancu |

| 14 August 2015 13:00 Uhr | Niederlande            | 32:20        | Portugal                | Boris Trajkovski Sportzentrum Zuschauer: 50 Schiedsrichter: Maria Bennani, Safia Bennani |
| 14 August 2015 13:00 Uhr | meiste Tore: Freriks 8 | (13:10)      | meiste Tore: Oliveira 7 | Boris Trajkovski Sportzentrum Zuschauer: 50 Schiedsrichter: Maria Bennani, Safia Bennani |
| 14 August 2015 13:00 Uhr | Strafen: 3×            | Spielbericht | Strafen: 3× 4×          | Boris Trajkovski Sportzentrum Zuschauer: 50 Schiedsrichter: Maria Bennani, Safia Bennani |

| 14 August 2015 15:00 Uhr | Frankreich             | 26:31        | Kroatien                  | Boris Trajkovski Sportzentrum Zuschauer: 100 Schiedsrichter: Saso Krkacev, Gjoko Kolevski |
| 14 August 2015 15:00 Uhr | meiste Tore: Blonbou 8 | (14:15)      | meiste Tore: Karlovčan 12 | Boris Trajkovski Sportzentrum Zuschauer: 100 Schiedsrichter: Saso Krkacev, Gjoko Kolevski |
| 14 August 2015 15:00 Uhr | Strafen: 3× 6×         | Spielbericht | Strafen: 3× 5×            | Boris Trajkovski Sportzentrum Zuschauer: 100 Schiedsrichter: Saso Krkacev, Gjoko Kolevski |

| 16. August 2015 13:00 Uhr | Portugal                | 27:28        | Kroatien                            | Boris Trajkovski Sportzentrum Zuschauer: 200 Schiedsrichter: Jakub Jerlecki, Maciej Łabuń |
| 16. August 2015 13:00 Uhr | meiste Tore: Oliveira 6 | (13:13)      | meiste Tore: Horvat, Karlovčan je 6 | Boris Trajkovski Sportzentrum Zuschauer: 200 Schiedsrichter: Jakub Jerlecki, Maciej Łabuń |
| 16. August 2015 13:00 Uhr | Strafen: 2× 5×          | Spielbericht | Strafen: 2× 4×                      | Boris Trajkovski Sportzentrum Zuschauer: 200 Schiedsrichter: Jakub Jerlecki, Maciej Łabuń |

| 16. August 2015 15:00 Uhr | Frankreich               | 35:29        | Niederlande           | Boris Trajkovski Sportzentrum Zuschauer: 150 Schiedsrichter: Cristina Năstase, Simona Raluca Stancu |
| 16. August 2015 15:00 Uhr | meiste Tore: Lassource 6 | (16:15)      | meiste Tore: Mulder 7 | Boris Trajkovski Sportzentrum Zuschauer: 150 Schiedsrichter: Cristina Năstase, Simona Raluca Stancu |
| 16. August 2015 15:00 Uhr | Strafen: 3× 5×           | Spielbericht | Strafen: 2× 6×        | Boris Trajkovski Sportzentrum Zuschauer: 150 Schiedsrichter: Cristina Năstase, Simona Raluca Stancu |

#### Gruppe D
| Pl. | Land     | Sp. | S | U | N | Tore     | Diff. | Punkte |
| --- | -------- | --- | - | - | - | -------- | ----- | ------ |
| 1.  | Dänemark | 3   | 3 | 0 | 0 | 0101:610 | +40   | 06:00  |
| 2.  | Ungarn   | 3   | 2 | 0 | 1 | 0101:880 | +13   | 04:20  |
| 3.  | Norwegen | 3   | 1 | 0 | 2 | 081:1040 | −23   | 02:40  |
| 4.  | Slowakei | 3   | 0 | 0 | 3 | 067:970  | −30   | 00:60  |

| 13 August 2015 17:00 Uhr | Dänemark              | 33:30        | Ungarn                                    | Boris Trajkovski Sportzentrum Zuschauer: 100 Schiedsrichter: Saso Krkacev, Gjoko Kolevski |
| 13 August 2015 17:00 Uhr | meiste Tore: Hansen 7 | (17:17)      | meiste Tore: Háfra, Pásztor, Lakatos je 6 | Boris Trajkovski Sportzentrum Zuschauer: 100 Schiedsrichter: Saso Krkacev, Gjoko Kolevski |
| 13 August 2015 17:00 Uhr | Strafen: 3× 7×        | Spielbericht | Strafen: 3× 5×                            | Boris Trajkovski Sportzentrum Zuschauer: 100 Schiedsrichter: Saso Krkacev, Gjoko Kolevski |

| 13 August 2015 19:00 Uhr | Norwegen                | 35:27        | Slowakei                 | Boris Trajkovski Sportzentrum Zuschauer: 50 Schiedsrichter: Francesco Simone, Pietro Monitillo |
| 13 August 2015 19:00 Uhr | meiste Tore: Nestaker 7 | (15:13)      | meiste Tore: Rajnohová 8 | Boris Trajkovski Sportzentrum Zuschauer: 50 Schiedsrichter: Francesco Simone, Pietro Monitillo |
| 13 August 2015 19:00 Uhr | Strafen: 3× 5×          | Spielbericht | Strafen: 4× 3×           | Boris Trajkovski Sportzentrum Zuschauer: 50 Schiedsrichter: Francesco Simone, Pietro Monitillo |

| 14 August 2015 17:00 Uhr | Slowakei                              | 14:31        | Dänemark                            | Boris Trajkovski Sportzentrum Zuschauer: 168 Schiedsrichter: Alain Rauchs, Philippe Linster |
| 14 August 2015 17:00 Uhr | meiste Tore: Rajnohová, Holejová je 3 | (6:18)       | meiste Tore: Stougaard, Jensen je 4 | Boris Trajkovski Sportzentrum Zuschauer: 168 Schiedsrichter: Alain Rauchs, Philippe Linster |
| 14 August 2015 17:00 Uhr | Strafen: 4× 2×                        | Spielbericht | Strafen: 3× 2×                      | Boris Trajkovski Sportzentrum Zuschauer: 168 Schiedsrichter: Alain Rauchs, Philippe Linster |

| 14 August 2015 19:00 Uhr | Ungarn                  | 40:29        | Norwegen                | Boris Trajkovski Sportzentrum Zuschauer: 100 Schiedsrichter: Cristina Năstase, Simona Raluca Stancu |
| 14 August 2015 19:00 Uhr | meiste Tore: Hornyák 11 | (21:14)      | meiste Tore: Intelhus 5 | Boris Trajkovski Sportzentrum Zuschauer: 100 Schiedsrichter: Cristina Năstase, Simona Raluca Stancu |
| 14 August 2015 19:00 Uhr | Strafen: 3× 6×          | Spielbericht | Strafen: 2× 5×          | Boris Trajkovski Sportzentrum Zuschauer: 100 Schiedsrichter: Cristina Năstase, Simona Raluca Stancu |

| 16. August 2015 17:00 Uhr | Dänemark                 | 37:17        | Norwegen                | Boris Trajkovski Sportzentrum Zuschauer: 500 Schiedsrichter: Maria Bennani, Safia Bennani |
| 16. August 2015 17:00 Uhr | meiste Tore: Stougaard 5 | (18:7)       | meiste Tore: Jacobsen 3 | Boris Trajkovski Sportzentrum Zuschauer: 500 Schiedsrichter: Maria Bennani, Safia Bennani |
| 16. August 2015 17:00 Uhr | Strafen: 2× 1×           | Spielbericht | Strafen: 2× 3×          | Boris Trajkovski Sportzentrum Zuschauer: 500 Schiedsrichter: Maria Bennani, Safia Bennani |

| 16. August 2015 19:00 Uhr | Ungarn                 | 31:26        | Slowakei                 | Boris Trajkovski Sportzentrum Zuschauer: 100 Schiedsrichter: Maryna Duplyj, Elena Kaweryna |
| 16. August 2015 19:00 Uhr | meiste Tore: Hornyák 8 | (16:14)      | meiste Tore: Rajnohová 7 | Boris Trajkovski Sportzentrum Zuschauer: 100 Schiedsrichter: Maryna Duplyj, Elena Kaweryna |
| 16. August 2015 19:00 Uhr | Strafen: 3× 2×         | Spielbericht | Strafen: 2× 4×           | Boris Trajkovski Sportzentrum Zuschauer: 100 Schiedsrichter: Maryna Duplyj, Elena Kaweryna |

### Zwischenrunde

#### Gruppe I1
| Pl. | Land           | Sp. | S | U | N | Tore     | Diff. | Punkte |
| --- | -------------- | --- | - | - | - | -------- | ----- | ------ |
| 1.  | Spanien        | 3   | 3 | 0 | 0 | 0102:740 | +28   | 06:00  |
| 2.  | Deutschland    | 3   | 2 | 0 | 1 | 0106:650 | +41   | 04:20  |
| 3.  | Tschechien     | 3   | 1 | 0 | 2 | 094:1030 | −9    | 02:40  |
| 4.  | Nordmazedonien | 3   | 0 | 0 | 3 | 052:1120 | −60   | 00:60  |

| 18. August 2015 13:00 Uhr | Mazedonien             | 16:35        | Spanien                    | Jane Sandanski Arena Zuschauer: 300 |
| 18. August 2015 13:00 Uhr | meiste Tore: Velkova 4 | (5:16)       | meiste Tore: Vegué Pena 10 | Jane Sandanski Arena Zuschauer: 300 |
| 18. August 2015 13:00 Uhr | Strafen: 3× 7×         | Spielbericht | Strafen: 2× 4×             | Jane Sandanski Arena Zuschauer: 300 |

| 18. August 2015 15:00 Uhr | Tschechien               | 23:42        | Deutschland           | Jane Sandanski Arena Zuschauer: 200 Schiedsrichter: Marta Sá, Vânia Sá |
| 18. August 2015 15:00 Uhr | meiste Tore: Galušková 9 | (13:22)      | meiste Tore: Souza 11 | Jane Sandanski Arena Zuschauer: 200 Schiedsrichter: Marta Sá, Vânia Sá |
| 18. August 2015 15:00 Uhr | Strafen: 3× 5×           | Spielbericht | Strafen: 3× 4×        | Jane Sandanski Arena Zuschauer: 200 Schiedsrichter: Marta Sá, Vânia Sá |

| 19. August 2015 13:00 Uhr | Spanien                         | 38:32        | Tschechien              | Jane Sandanski Arena Zuschauer: 300 Schiedsrichter: Alain Rauchs, Philippe Linster |
| 19. August 2015 13:00 Uhr | meiste Tore: González Sánchez 8 | (15:18)      | meiste Tore: Kovářová 9 | Jane Sandanski Arena Zuschauer: 300 Schiedsrichter: Alain Rauchs, Philippe Linster |
| 19. August 2015 13:00 Uhr | Strafen: 3× 6×                  | Spielbericht | Strafen: 3× 8× 2×       | Jane Sandanski Arena Zuschauer: 300 Schiedsrichter: Alain Rauchs, Philippe Linster |

| 19. August 2015 15:00 Uhr | Deutschland          | 38:13        | Mazedonien               | Jane Sandanski Arena Zuschauer: 300 |
| 19. August 2015 15:00 Uhr | meiste Tore: Hurst 6 | (18:8)       | meiste Tore: Gichevska 5 | Jane Sandanski Arena Zuschauer: 300 |
| 19. August 2015 15:00 Uhr | Strafen: 2×          | Spielbericht | Strafen: 3× 7×           | Jane Sandanski Arena Zuschauer: 300 |

#### Gruppe I2
| Pl. | Land        | Sp. | S | U | N | Tore    | Diff. | Punkte |
| --- | ----------- | --- | - | - | - | ------- | ----- | ------ |
| 1.  | Norwegen    | 3   | 3 | 0 | 0 | 096:770 | +19   | 06:00  |
| 2.  | Niederlande | 3   | 2 | 0 | 1 | 091:840 | +7    | 04:20  |
| 3.  | Slowakei    | 3   | 1 | 0 | 2 | 082:920 | −10   | 02:40  |
| 4.  | Portugal    | 3   | 0 | 0 | 3 | 068:840 | −16   | 00:60  |

| 18. August 2015 13:00 Uhr | Portugal                           | 24:27        | Slowakei                 | Boris Trajkovski Sportzentrum Zuschauer: 100 Schiedsrichter: Alain Rauchs, Philippe Linster |
| 18. August 2015 13:00 Uhr | meiste Tore: Duarte, Minciuna je 5 | (10:14)      | meiste Tore: Rajnohová 7 | Boris Trajkovski Sportzentrum Zuschauer: 100 Schiedsrichter: Alain Rauchs, Philippe Linster |
| 18. August 2015 13:00 Uhr | Strafen: 4×                        | Spielbericht | Strafen: 3×              | Boris Trajkovski Sportzentrum Zuschauer: 100 Schiedsrichter: Alain Rauchs, Philippe Linster |

| 18. August 2015 15:00 Uhr | Niederlande            | 26:36        | Norwegen                 | Boris Trajkovski Sportzentrum Zuschauer: 100 Schiedsrichter: Georgi Doychinow, Yulian Goretsow |
| 18. August 2015 15:00 Uhr | meiste Tore: Beugels 8 | (16:17)      | meiste Tore: Ellertsen 9 | Boris Trajkovski Sportzentrum Zuschauer: 100 Schiedsrichter: Georgi Doychinow, Yulian Goretsow |
| 18. August 2015 15:00 Uhr | Strafen: 3× 5×         | Spielbericht | Strafen: 2×              | Boris Trajkovski Sportzentrum Zuschauer: 100 Schiedsrichter: Georgi Doychinow, Yulian Goretsow |

| 19. August 2015 13:00 Uhr | Slowakei                 | 28:33        | Niederlande                 | Boris Trajkovski Sportzentrum Zuschauer: 100 Schiedsrichter: Maryna Duplyj, Elena Kaweryna |
| 19. August 2015 13:00 Uhr | meiste Tore: Rajnohová 8 | (15:16)      | meiste Tore: van Wetering 7 | Boris Trajkovski Sportzentrum Zuschauer: 100 Schiedsrichter: Maryna Duplyj, Elena Kaweryna |
| 19. August 2015 13:00 Uhr | Strafen: 2× 3×           | Spielbericht | Strafen: 3×                 | Boris Trajkovski Sportzentrum Zuschauer: 100 Schiedsrichter: Maryna Duplyj, Elena Kaweryna |

| 19. August 2015 15:00 Uhr | Norwegen                 | 25:24        | Portugal                 | Boris Trajkovski Sportzentrum Zuschauer: 86 Schiedsrichter: Maria Bennani, Safia Bennani |
| 19. August 2015 15:00 Uhr | meiste Tore: Ellertsen 6 | (10:14)      | meiste Tore: Minciuna 10 | Boris Trajkovski Sportzentrum Zuschauer: 86 Schiedsrichter: Maria Bennani, Safia Bennani |
| 19. August 2015 15:00 Uhr | Strafen: 1× 2×           | Spielbericht | Strafen: 1× 3×           | Boris Trajkovski Sportzentrum Zuschauer: 86 Schiedsrichter: Maria Bennani, Safia Bennani |

### Hauptrunde

#### Gruppe M1
| Pl. | Land      | Sp. | S | U | N | Tore     | Diff. | Punkte |
| --- | --------- | --- | - | - | - | -------- | ----- | ------ |
| 1.  | Russland  | 3   | 3 | 0 | 0 | 0103:730 | +30   | 06:00  |
| 2.  | Rumänien  | 3   | 2 | 0 | 1 | 089:750  | +14   | 04:20  |
| 3.  | Slowenien | 3   | 0 | 1 | 2 | 081:1030 | −22   | 01:50  |
| 4.  | Schweden  | 3   | 0 | 1 | 2 | 069:910  | −22   | 01:50  |

| 18. August 2015 17:00 Uhr | Slowenien             | 25:34        | Rumänien             | Jane Sandanski Arena Zuschauer: 300 Schiedsrichter: Jakub Jerlecki, Maciej Łabuń |
| 18. August 2015 17:00 Uhr | meiste Tore: Strnad 7 | (17:18)      | meiste Tore: Tîrcă 9 | Jane Sandanski Arena Zuschauer: 300 Schiedsrichter: Jakub Jerlecki, Maciej Łabuń |
| 18. August 2015 17:00 Uhr | Strafen: 2× 5×        | Spielbericht | Strafen: 3× 2×       | Jane Sandanski Arena Zuschauer: 300 Schiedsrichter: Jakub Jerlecki, Maciej Łabuń |

| 18. August 2015 19:00 Uhr | Schweden               | 19:34        | Russland                          | Jane Sandanski Arena Zuschauer: 300 Schiedsrichter: Saso Krkacev, Gjoko Kolevski |
| 18. August 2015 19:00 Uhr | meiste Tore: Flodman 6 | (10:15)      | meiste Tore: Skorobogattschenko 6 | Jane Sandanski Arena Zuschauer: 300 Schiedsrichter: Saso Krkacev, Gjoko Kolevski |
| 18. August 2015 19:00 Uhr | Strafen: 3×            | Spielbericht | Strafen: 3× 6×                    | Jane Sandanski Arena Zuschauer: 300 Schiedsrichter: Saso Krkacev, Gjoko Kolevski |

| 19. August 2015 17:00 Uhr | Rumänien             | 28:21        | Schweden               | Jane Sandanski Arena Zuschauer: 300 Schiedsrichter: Francesco Simone, Pietro Monitillo |
| 19. August 2015 17:00 Uhr | meiste Tore: Tîrcă 8 | (11:11)      | meiste Tore: Flodman 6 | Jane Sandanski Arena Zuschauer: 300 Schiedsrichter: Francesco Simone, Pietro Monitillo |
| 19. August 2015 17:00 Uhr | Strafen: 3×          | Spielbericht | Strafen: 2× 3×         | Jane Sandanski Arena Zuschauer: 300 Schiedsrichter: Francesco Simone, Pietro Monitillo |

| 19. August 2015 19:00 Uhr | Russland                | 40:27        | Slowenien                          | Jane Sandanski Arena Zuschauer: 100 Schiedsrichter: Denis Bolic, Christoph Hurich |
| 19. August 2015 19:00 Uhr | meiste Tore: Sinizyna 7 | (20:13)      | meiste Tore: Baruca, Skrinjar je 5 | Jane Sandanski Arena Zuschauer: 100 Schiedsrichter: Denis Bolic, Christoph Hurich |
| 19. August 2015 19:00 Uhr | Strafen: 2× 6×          | Spielbericht | Strafen: 4× 3×                     | Jane Sandanski Arena Zuschauer: 100 Schiedsrichter: Denis Bolic, Christoph Hurich |

#### Gruppe M2
| Pl. | Land       | Sp. | S | U | N | Tore    | Diff. | Punkte |
| --- | ---------- | --- | - | - | - | ------- | ----- | ------ |
| 1.  | Dänemark   | 3   | 2 | 0 | 1 | 086:820 | +4    | 04:20  |
| 2.  | Ungarn     | 3   | 2 | 0 | 1 | 090:860 | +4    | 04:20  |
| 3.  | Kroatien   | 3   | 1 | 0 | 2 | 090:910 | −1    | 02:40  |
| 4.  | Frankreich | 3   | 1 | 0 | 2 | 072:790 | −7    | 02:40  |

| 18. August 2015 17:00 Uhr | Frankreich                       | 24:28        | Ungarn                  | Boris Trajkovski Sportzentrum Zuschauer: 58 Schiedsrichter: Maria Bennani, Safia Bennani |
| 18. August 2015 17:00 Uhr | meiste Tore: Mauny, Vautier je 5 | (10:15)      | meiste Tore: Hornyák 11 | Boris Trajkovski Sportzentrum Zuschauer: 58 Schiedsrichter: Maria Bennani, Safia Bennani |
| 18. August 2015 17:00 Uhr | Strafen: 3× 6×                   | Spielbericht | Strafen: 4× 8× 2×       | Boris Trajkovski Sportzentrum Zuschauer: 58 Schiedsrichter: Maria Bennani, Safia Bennani |

| 18. August 2015 19:00 Uhr | Kroatien                  | 30:33        | Dänemark                      | Boris Trajkovski Sportzentrum Zuschauer: 100 Schiedsrichter: Denis Bolic, Christoph Hurich |
| 18. August 2015 19:00 Uhr | meiste Tore: Pletikosić 7 | (15:18)      | meiste Tore: Elver, Dahl je 7 | Boris Trajkovski Sportzentrum Zuschauer: 100 Schiedsrichter: Denis Bolic, Christoph Hurich |
| 18. August 2015 19:00 Uhr | Strafen: 2×               | Spielbericht | Strafen: 3× 2×                | Boris Trajkovski Sportzentrum Zuschauer: 100 Schiedsrichter: Denis Bolic, Christoph Hurich |

| 19. August 2015 17:00 Uhr | Ungarn                           | 32:29        | Kroatien                 | Boris Trajkovski Sportzentrum Zuschauer: 100 Schiedsrichter: Saso Krkacev, Gjoko Kolevski |
| 19. August 2015 17:00 Uhr | meiste Tore: Háfra, Hornyák je 9 | (16:17)      | meiste Tore: Japundža 14 | Boris Trajkovski Sportzentrum Zuschauer: 100 Schiedsrichter: Saso Krkacev, Gjoko Kolevski |
| 19. August 2015 17:00 Uhr | Strafen: 3× 4×                   | Spielbericht | Strafen: 3× 5×           | Boris Trajkovski Sportzentrum Zuschauer: 100 Schiedsrichter: Saso Krkacev, Gjoko Kolevski |

| 19. August 2015 19:00 Uhr | Dänemark              | 20:22        | Frankreich             | Boris Trajkovski Sportzentrum Zuschauer: 68 Schiedsrichter: Marta Sá, Vânia Sá |
| 19. August 2015 19:00 Uhr | meiste Tore: Jensen 6 | (13:12)      | meiste Tore: Blonbou 6 | Boris Trajkovski Sportzentrum Zuschauer: 68 Schiedsrichter: Marta Sá, Vânia Sá |
| 19. August 2015 19:00 Uhr | Strafen: 2× 3×        | Spielbericht | Strafen: 2× 4× 1×      | Boris Trajkovski Sportzentrum Zuschauer: 68 Schiedsrichter: Marta Sá, Vânia Sá |

### Platzierungsspiele

#### Play-off-Spiele Platz 13 bis 16
| 21. August 2015 13:00 Uhr | Tschechien               | 22:27        | Portugal                 | Boris Trajkovski Sportzentrum Zuschauer: 50 Schiedsrichter: Francesco Simone, Pietro Monitillo |
| 21. August 2015 13:00 Uhr | meiste Tore: Galušková 9 | (10:11)      | meiste Tore: Minciuna 10 | Boris Trajkovski Sportzentrum Zuschauer: 50 Schiedsrichter: Francesco Simone, Pietro Monitillo |
| 21. August 2015 13:00 Uhr | Strafen: 3× 2×           | Spielbericht | Strafen: 3× 4×           | Boris Trajkovski Sportzentrum Zuschauer: 50 Schiedsrichter: Francesco Simone, Pietro Monitillo |

| 21. August 2015 15:30 Uhr | Slowakei                              | 26:17        | Mazedonien                                           | Boris Trajkovski Sportzentrum Zuschauer: 100 Schiedsrichter: Maria Bennani, Safia Bennani |
| 21. August 2015 15:30 Uhr | meiste Tore: Popovcová, Kostelná je 4 | (12:6)       | meiste Tore: Arsenievska, Nikolovska, Gramatova je 3 | Boris Trajkovski Sportzentrum Zuschauer: 100 Schiedsrichter: Maria Bennani, Safia Bennani |
| 21. August 2015 15:30 Uhr | Strafen: 3× 2×                        | Spielbericht | Strafen: 2× 10× 1×                                   | Boris Trajkovski Sportzentrum Zuschauer: 100 Schiedsrichter: Maria Bennani, Safia Bennani |

#### Spiel um Platz 15
| 22. August 2015 13:00 Uhr | Tschechien              | 36:22        | Mazedonien             | Boris Trajkovski Sportzentrum Zuschauer: 100 Schiedsrichter: Georgi Doychinow, Yulian Goretsow |
| 22. August 2015 13:00 Uhr | meiste Tore: Kovářová 9 | (16:12)      | meiste Tore: Vladeva 5 | Boris Trajkovski Sportzentrum Zuschauer: 100 Schiedsrichter: Georgi Doychinow, Yulian Goretsow |
| 22. August 2015 13:00 Uhr | Strafen: 3× 2×          | Spielbericht | Strafen: 2× 3×         | Boris Trajkovski Sportzentrum Zuschauer: 100 Schiedsrichter: Georgi Doychinow, Yulian Goretsow |

#### Spiel um Platz 13
| 22. August 2015 15:30 Uhr | Portugal                | 27:24        | Slowakei                 | Boris Trajkovski Sportzentrum Zuschauer: 100 Schiedsrichter: Alain Rauchs, Philippe Linster |
| 22. August 2015 15:30 Uhr | meiste Tore: Minciuna 6 | (13:8)       | meiste Tore: Holejová 11 | Boris Trajkovski Sportzentrum Zuschauer: 100 Schiedsrichter: Alain Rauchs, Philippe Linster |
| 22. August 2015 15:30 Uhr | Strafen: 3×             | Spielbericht | Strafen: 2× 5×           | Boris Trajkovski Sportzentrum Zuschauer: 100 Schiedsrichter: Alain Rauchs, Philippe Linster |

#### Play-off-Spiele Platz 9 bis 12
| 21. August 2015 18:00 Uhr | Spanien                 | 31:27        | Niederlande             | Boris Trajkovski Sportzentrum Zuschauer: 100 Schiedsrichter: Saso Krkacev, Gjoko Kolevski |
| 21. August 2015 18:00 Uhr | meiste Tore: Mbengue 13 | (13:17)      | meiste Tore: Beugels 10 | Boris Trajkovski Sportzentrum Zuschauer: 100 Schiedsrichter: Saso Krkacev, Gjoko Kolevski |
| 21. August 2015 18:00 Uhr | Strafen: 4× 3×          | Spielbericht | Strafen: 3× 7×          | Boris Trajkovski Sportzentrum Zuschauer: 100 Schiedsrichter: Saso Krkacev, Gjoko Kolevski |

| 21. August 2015 20:30 Uhr | Norwegen                 | 25:26        | Deutschland           | Boris Trajkovski Sportzentrum Zuschauer: 88 Schiedsrichter: Marta Sá, Vânia Sá |
| 21. August 2015 20:30 Uhr | meiste Tore: Ellertsen 7 | (16:13)      | meiste Tore: Bayerl 8 | Boris Trajkovski Sportzentrum Zuschauer: 88 Schiedsrichter: Marta Sá, Vânia Sá |
| 21. August 2015 20:30 Uhr | Strafen: 3× 5×           | Spielbericht | Strafen: 3× 1×        | Boris Trajkovski Sportzentrum Zuschauer: 88 Schiedsrichter: Marta Sá, Vânia Sá |

#### Spiel um Platz 11
| 22. August 2015 18:00 Uhr | Niederlande            | 29:39        | Norwegen                  | Boris Trajkovski Sportzentrum Zuschauer: 100 Schiedsrichter: Jakub Jerlecki, Maciej Łabuń |
| 22. August 2015 18:00 Uhr | meiste Tore: Freriks 8 | (13:21)      | meiste Tore: Ellertsen 11 | Boris Trajkovski Sportzentrum Zuschauer: 100 Schiedsrichter: Jakub Jerlecki, Maciej Łabuń |
| 22. August 2015 18:00 Uhr | Strafen: 3× 4×         | Spielbericht | Strafen: 3× 2×            | Boris Trajkovski Sportzentrum Zuschauer: 100 Schiedsrichter: Jakub Jerlecki, Maciej Łabuń |

#### Spiel um Platz 9
| 22. August 2015 20:30 Uhr | Spanien                          | 29:30        | Deutschland          | Boris Trajkovski Sportzentrum Zuschauer: 88 Schiedsrichter: Maryna Duplyj, Elena Kaweryna |
| 22. August 2015 20:30 Uhr | meiste Tore: Vier Spielerinnen 4 | (15:13)      | meiste Tore: Peter 6 | Boris Trajkovski Sportzentrum Zuschauer: 88 Schiedsrichter: Maryna Duplyj, Elena Kaweryna |
| 22. August 2015 20:30 Uhr | Strafen: 3× 4× 1×                | Spielbericht | Strafen: 2× 6×       | Boris Trajkovski Sportzentrum Zuschauer: 88 Schiedsrichter: Maryna Duplyj, Elena Kaweryna |

#### Play-off-Spiele Platz 5 bis 8
| 21. August 2015 13:00 Uhr | Slowenien             | 30:24        | Frankreich             | Jane Sandanski Arena Zuschauer: 350 Schiedsrichter: Cristina Năstase, Simona Raluca Stancu |
| 21. August 2015 13:00 Uhr | meiste Tore: Žabjek 9 | (13:11)      | meiste Tore: Plotton 7 | Jane Sandanski Arena Zuschauer: 350 Schiedsrichter: Cristina Năstase, Simona Raluca Stancu |
| 21. August 2015 13:00 Uhr | Strafen: 3× 2×        | Spielbericht | Strafen: 3×            | Jane Sandanski Arena Zuschauer: 350 Schiedsrichter: Cristina Năstase, Simona Raluca Stancu |

| 21. August 2015 15:30 Uhr | Kroatien                  | 25:24        | Schweden                   | Jane Sandanski Arena Zuschauer: 200 Schiedsrichter: Georgi Doychinow, Yulian Goretsow |
| 21. August 2015 15:30 Uhr | meiste Tore: Pletikosić 9 | (14:15)      | meiste Tore: Stankiewicz 5 | Jane Sandanski Arena Zuschauer: 200 Schiedsrichter: Georgi Doychinow, Yulian Goretsow |
| 21. August 2015 15:30 Uhr | Strafen: 3× 1×            | Spielbericht | Strafen: 2× 1×             | Jane Sandanski Arena Zuschauer: 200 Schiedsrichter: Georgi Doychinow, Yulian Goretsow |

#### Spiel um Platz 7
| 23. August 2015 10:00 Uhr | Frankreich           | 30:25        | Schweden                       | Jane Sandanski Arena Zuschauer: 100 Schiedsrichter: Francesco Simone, Pietro Monitillo |
| 23. August 2015 10:00 Uhr | meiste Tore: Mauny 9 | (14:12)      | meiste Tore: Thorleifsdóttir 5 | Jane Sandanski Arena Zuschauer: 100 Schiedsrichter: Francesco Simone, Pietro Monitillo |
| 23. August 2015 10:00 Uhr | Strafen: 3× 4×       | Spielbericht | Strafen: 3× 5×                 | Jane Sandanski Arena Zuschauer: 100 Schiedsrichter: Francesco Simone, Pietro Monitillo |

#### Spiel um Platz 5
| 23. August 2015 12:30 Uhr | Slowenien             | 24:22        | Kroatien                | Jane Sandanski Arena Zuschauer: 400 Schiedsrichter: Maria Bennani, Safia Bennani |
| 23. August 2015 12:30 Uhr | meiste Tore: Strnad 6 | (11:9)       | meiste Tore: Japundža 7 | Jane Sandanski Arena Zuschauer: 400 Schiedsrichter: Maria Bennani, Safia Bennani |
| 23. August 2015 12:30 Uhr | Strafen: 2× 5×        | Spielbericht | Strafen: 2× 4×          | Jane Sandanski Arena Zuschauer: 400 Schiedsrichter: Maria Bennani, Safia Bennani |

### Finalrunde

#### Halbfinale
| 21. August 2015 18:00 Uhr | Russland                                  | 33:24        | Ungarn                | Jane Sandanski Arena Zuschauer: 500 Schiedsrichter: Jakub Jerlecki, Maciej Łabuń |
| 21. August 2015 18:00 Uhr | meiste Tore: Sabirowa, Skorobogatchenko 8 | (17:11)      | meiste Tore: Háfra 10 | Jane Sandanski Arena Zuschauer: 500 Schiedsrichter: Jakub Jerlecki, Maciej Łabuń |
| 21. August 2015 18:00 Uhr | Strafen: 3× 5×                            | Spielbericht | Strafen: 3× 4×        | Jane Sandanski Arena Zuschauer: 500 Schiedsrichter: Jakub Jerlecki, Maciej Łabuń |

| 21. August 2015 20:30 Uhr | Dänemark                 | 31:23        | Rumänien             | Jane Sandanski Arena Zuschauer: 500 Schiedsrichter: Denis Bloic, Christoph Hurich |
| 21. August 2015 20:30 Uhr | meiste Tore: Stougaard 7 | (19:14)      | meiste Tore: Tîrcă 9 | Jane Sandanski Arena Zuschauer: 500 Schiedsrichter: Denis Bloic, Christoph Hurich |
| 21. August 2015 20:30 Uhr | Strafen: 1× 3×           | Spielbericht | Strafen: 2× 6×       | Jane Sandanski Arena Zuschauer: 500 Schiedsrichter: Denis Bloic, Christoph Hurich |

#### Spiel um Platz 3
| 23. August 2015 15:00 Uhr | Ungarn                  | 34:31        | Rumänien              | Jane Sandanski Arena Zuschauer: 800 Schiedsrichter: Saso Krkacew, Gjoko Kolewski |
| 23. August 2015 15:00 Uhr | meiste Tore: Lakatos 11 | (17:19)      | meiste Tore: Tîrcă 10 | Jane Sandanski Arena Zuschauer: 800 Schiedsrichter: Saso Krkacew, Gjoko Kolewski |
| 23. August 2015 15:00 Uhr | Strafen: 3× 5×          | Spielbericht | Strafen: 3× 5× 1×     | Jane Sandanski Arena Zuschauer: 800 Schiedsrichter: Saso Krkacew, Gjoko Kolewski |

#### Finale
| 23. August 2015 17:30 Uhr | Russland                 | 24:25        | Dänemark                           | Jane Sandanski Arena Zuschauer: 1.800 Schiedsrichter: Cristina Năstase, Simona Raluca Stancu |
| 23. August 2015 17:30 Uhr | meiste Tore: Sabirowa 10 | (10:14)      | meiste Tore: Jensen, Dahl, Elver 5 | Jane Sandanski Arena Zuschauer: 1.800 Schiedsrichter: Cristina Năstase, Simona Raluca Stancu |
| 23. August 2015 17:30 Uhr | Strafen: 2× 7×           | Spielbericht | Strafen: 3× 4×                     | Jane Sandanski Arena Zuschauer: 1.800 Schiedsrichter: Cristina Năstase, Simona Raluca Stancu |

## Abschlussplatzierungen
| Rang   | Team        | Sp. | S | U | N | Tore    | Diff. |
| ------ | ----------- | --- | - | - | - | ------- | ----- |
| Gold   | Dänemark    | 7   | 6 | 0 | 1 | 210:160 | +050  |
| Silber | Russland    | 7   | 6 | 0 | 1 | 220:164 | +056  |
| Bronze | Ungarn      | 7   | 5 | 0 | 2 | 219:205 | +014  |
| 04.    | Rumänien    | 7   | 3 | 0 | 4 | 205:186 | +019  |
| 05.    | Slowenien   | 7   | 4 | 1 | 2 | 205:202 | +003  |
| 06.    | Kroatien    | 7   | 4 | 0 | 3 | 189:188 | +001  |
| 07.    | Frankreich  | 7   | 4 | 0 | 3 | 186:187 | −001  |
| 08.    | Schweden    | 7   | 2 | 1 | 4 | 185:191 | −006  |
| 09.    | Deutschland | 7   | 5 | 0 | 2 | 212:172 | +040  |
| 10.    | Spanien     | 7   | 4 | 0 | 3 | 204:194 | +010  |
| 11.    | Norwegen    | 7   | 4 | 0 | 3 | 206:209 | −003  |
| 12.    | Niederlande | 7   | 2 | 0 | 5 | 198:213 | −015  |
| 13.    | Portugal    | 7   | 2 | 0 | 5 | 173:193 | −020  |
| 14.    | Slowakei    | 7   | 2 | 0 | 5 | 172:198 | −026  |
| 15.    | Tschechien  | 7   | 2 | 0 | 5 | 214:226 | −012  |
| 16.    | Mazedonien  | 7   | 0 | 0 | 7 | 127:237 | −110  |

- Der erste Platz berechtigt zur Teilnahme an der U-19-Handball-Europameisterschaft der Frauen 2017
- Die Platzierungen ergaben sich nach folgenden Kriterien:
  - Plätze 1 bis 4: Ergebnisse im Finale sowie im Spiel um Platz 3
  - Plätze 5 bis 8 (Dritt- und Viertplatzierte der Hauptrunde): Ergebnisse der Platzierungsspiele um die Plätze 5 bis 8
  - Plätze 9 bis 12 (Erst- und Zweitplatzierte der Hauptrunde): Ergebnisse der Platzierungsspiele um die Plätze 9 bis 12
  - Plätze 13 bis 16 (Dritt- und Viertplatzierte der Zwischenrunde): Ergebnisse der Platzierungsspiele um die Plätze 13 bis 16

## All-Star-Team
| Sarah Stougaard |                 | Noémi Pásztor                 |                             | Marija Dudina |
|                 | Karina Sabirowa |                               | Antonina Skorobogattschenko |               |
|                 |                 | Matea Pletikosić              |                             |               |
|                 |                 | Lærke Sofie Tanderup Sørensen |                             |               |